# 王泉泽
王泉泽（2000年6月8日—），山西太原人，中国篮球运动员，场上位置为大前锋，效力于中国男子篮球职业联赛新疆飞虎。

## 早期生涯
王泉泽出生于山西太原，2007年曾参加王非篮球训练营，初中就读于北京市第四中学并入选该校篮球队，2014年赴美就读梅特德伊高中。

## NCAA生涯
2018年，王泉泽进入宾夕法尼亚大学沃顿商学院学习，并代表该校篮球队征战NCAA，2018-2019赛季王泉泽作为大一新生共出战26场比赛，场均能拿到8.6分和3.6个篮板。2019-2020赛季，王泉泽因接受膝盖手术赛季报销。

## CBA生涯
2024年1月，王泉泽連同李炎哲被广州龙狮交易至新疆飞虎，換取伊力福拉提·莫合坦尔和于晓辉。

## 国家队生涯
2018年，王泉泽入选中国国家男子青年篮球队并作为主力球员参加了2018年亚洲U18青年篮球锦标赛，最终取得了第三名的成绩晋级男篮世青赛，王泉泽场均能拿到20分、13个篮板以及3.6次助攻，是本届比赛的篮板王。

## 数据

### NCAA
| 賽季    | 球隊           | GP | GS | MPG  | FG%  | 3P%  | FT%  | RPG | APG | SPG | BPG | PPG |
| ------- | -------------- | -- | -- | ---- | ---- | ---- | ---- | --- | --- | --- | --- | --- |
| 2018-19 | 宾夕法尼亚大学 | 26 | 9  | 18.1 | .455 | .310 | .708 | 3.6 | 1.1 | .5  | .2  | 8.5 |